# GoGoGo連線
GoGoGo連線是臺灣政黨民主進步黨的派系之一，但不被大多數民進黨黨員承認的派系，在2010年中華民國直轄市長暨市議員選舉前由前副總統呂秀蓮主導組成，最終65位成員中當選53席。

## 歷史
2010年9月8日，時任民主進步黨中央政策顧問團團長的呂秀蓮在《玉山周報》社長劉志聰及總主筆張旭成陪同下召開記者會，宣布組織GoGoGo連線、GoGoGo助選團及GoGoGo啦啦隊。呂秀蓮說，她成立GoGoGo助選團主要目的是強化市議員參選人的戰力，同時希望改變選舉風氣；GoGoGo連線成員不得賄選，要勤政愛民，也不會排擠一邊一國連線成員，不見得一區只推出一位參選人；另外，《玉山電報》將協助GoGoGo連線參選人運用網路擴展選票。